# 八角枫钩丝壳
八角枫钩丝壳（学名：Uncinula alangii）是属于白粉菌目白粉菌科钩丝壳属的一种真菌，寄生在八角枫属植物上。该种分布于中国。